# Beddes

Beddes este o comună în departamentul Cher, Franța. În 1 ianuarie 2022 avea o populație de 105 de locuitori.